# Lhota-Vlasenice
Lhota-Vlasenice település Csehországban, a Pelhřimovi járásban. Lhota-Vlasenice Kamenice nad Lipou, Častrov, Rodinov és Žirovnice településekkel határos. Lakosainak száma 109 fő (2024. január 1.).

## Népesség
A település lakosságának változását az alábbi diagram mutatja:
| Lakosok száma | 350  | 366  | 344  | 211  | 120  | 66   | 84   | 97   | 89   | 109  |
|               | 1869 | 1900 | 1921 | 1961 | 1980 | 2011 | 2016 | 2019 | 2021 | 2024 |